# Sergio Torres (cantante)
Sergio Torres (ciudad de Santa Fe, Argentina; 17 de abril de 1966) es un cantante de cumbia argentino. Es uno de los referentes de la música tropical santafesina. Temas como Tatuaje, Ahora lloras, Llorarás, Laura no está, La va a pagar, Adicto a tu piel y Piropo, lo convirtieron en uno de los intérpretes de la música más reconocidos a nivel mundial. Además fue el primer cantante de Santa Fe en presentarse en el Luna Park.

## Carrera
Hijo de padres separados desde que tenía un año, se crio junto a sus cinco hermanos, Tito, Carlos, Elisa y Claudia, siendo él el mayor. Su hermano Carlos fue cantante del grupo Los Llamadores (2007-2012, 2019-actualidad). Su madre (Chachin) no quiso que ni que cantara ni que juegue al fútbol. Su padrastro Carlos se convirtió en su padre y mentor en su carrera. Torres empezó a jugar a los 19 en Ciclón Racing.
Comenzó a incursionarse como cantante en la música tropical a los 13 años en el Grupo Tropical Maracaibo, en el cual estuvo un año y medio. El Señor Marcos Camino lo llevó a ser la voz del grupo tropical Los Palmeras. Después formó parte de Grupo Alegría de Santa Fe, en el que permaneció por 8 años, pero por un problema con la disquera, no pudo grabar su primer LP titulado Niña No Llores (que fue grabado por Oscar Cabral). Con esta agrupación logra éxitos como "Chiquita Bonita", "Así llegaste a mi vida", "Sera por no tenerte", "Otro a quien amar", entre otros. En 1989 junto con el acordeonista Darío Zanco se retiran y conforman el grupo "Tropical Santa Fe" quien revoluciona la cumbia santafesina incorporando arreglos e influencias de música centroamericana como la salsa y merengue; pero en 1990 en pleno éxito, abandona el grupo para abocarse en la religión evangélica.
En 1992 decide retomar el canto participando en Los ilusionistas y en 1993 regresa a trabajar con Zanco cuando "Tropical.." comienza a llamarse Grupo Cali, grabando grandes éxitos como "La carta", "Mi amiga", "Chica sexy", "La ultima vez", "Ese soy Yo", "Chicas malas", "El campeón de la vida", "Amor de chat" y más. Sus canciones llegaron a ser conocidas en el exterior como en Panamá y Colombia. En 2004 abandona definitivamente la banda y en 2005 lanza su proyecto solista con la banda soporte "Los dueños del swing", conformado por algunos músicos de Cali. 
Interpretó covers de grandes intérpretes como Los abuelos de la nada (Mil horas), Vilma Palma e Vampiros (La Pachanga), David Bisbal (Se acaba) y Alejandro Fernández (Me dediqué a perderte), entre otros. Además hizo decenas de presentaciones en festivales, peñas y shows en boliches. Cantó en shows privados para famosos como Miguel del Sel, Diego Maradona y Lionel Messi.
En 2006, Sergio grabó un recital para un CD titulado Vivo, en este muestra éxitos de la banda, y de su paso aún no olvidado por Grupo Cali.
Es junto a Los Palmeras, Leo Mattioli, Mario Pereyra, El Brujo Ezequiel, Coty Hernández, Juan Carlos Mascheroni (Los del Fuego), Uriel Lozano y Marcos Castelló, uno de los máximos exponentes de la cumbia en la provincia de Santa Fe.

## Vida privada
Estuvo casado con Mónica Gómez con quien convivió durante veinte años y tuvo cinco hijos. Mónica falleció en un terrible accidente automovilístico el 24 de agosto de 2003 lo que significó un duro golpe para él. Gracias a su fe en Dios pudo superarlo y rehacer su vida nuevamente. Luego se casó con otra mujer de nombre Natalia, con quien el 1 de abril de 2020, en medio de la pandemia de Coronavirus, fue papá de Martina. Sus hijos mayores: Marco, es corista de la banda Los Dueños del Swing, Chessta, es trapero y compone sus propias canciones, hace sus producciones y El Cuco Torres, que es el compositor de la banda  de su padre. Sus otros hijos son Daniel y Kitty Torres.

## Discografía

### Con Grupo Alegría de Santa fe
- 1985: Como le gusta a mi gente
- 1986: Chiquita bonita
- 1987: Así llegaste a mi vida
- 1988: Olvida tus penas...

### Con Tropical Santa fe/Grupo Cali
- 1989: Voy a ser famoso
- 1990: Los auténticos te traen la musiquera
- 1993: Bien chebere
- 1994: Mi amante
- 1995: Ladrón de amor
- 1996: Los dueños del swing
- 1997: Sabor y cosa buena
- 1998: Mas que ayer
- 1999: La diferencia de la calidad
- 2000: Un sentimiento
- 2000: Únicos
- 2001: Cumbia con clase
- 2002: Identidad
- 2002: El poder de la cumbia
- 2003: Pasión por la música
- 2004: Un paso adelante

### Solista
- 2005: A pura sangre.
- 2006: Vivo
- 2006: Dueños Del Swing
- 2007: La combinación perfecta
- 2008: Tranquilos e Indiferentes
- 2009: El sello del sabor
- 2010: La voz de la gente
- 2011: Marca Registrada.[9]

## Temas interpretados
- Adicto a tu piel <La Contra (invitado)>
- Amor de chat <Grupo Cali>
- Amor secreto
- Bienvenida tu alma
- Celosa
- Como camina
- Devuélveme el amor
- Díganle <junto a Adrián "Coty" Hernández>
- El agua loca
- El humo del cigarrillo
- Él o yo
- Ella menea
- Invisible
- La magia de tus besos
- La octava maravilla
- La pachanga
- La va a pagar
- La última vez / La cita <Grupo Cali>
- Laura no está
- Lento
- Llorarás
- Me dediqué a perderte
- Mil horas
- Mira cómo baila
- Mueve
- Necesito una droga
- No mientas más
- Perdón
- Piropo
- Rico y suave
- Se acaba
- Si supieras
- Tanto tienes, tanto vales <Tropical Santa Fe>
- Tatuaje <Grupo Cali>
- Tú cómo estás
- Tú ni te omaginas
- Una fan enamorada
- Vamos a mentirle al amor
- Virgen
- Yo soy la cumbia